# Byadarahalli, Nagamangala
Byadarahalli là một làng thuộc tehsil Nagamangala, huyện Mandya, bang Karnataka, Ấn Độ.